# Nannaria scutellaria
Nannaria scutellaria är en mångfotingart som beskrevs av Ottis Robert Causey 1942. Nannaria scutellaria ingår i släktet Nannaria och familjen Xystodesmidae. Inga underarter finns listade i Catalogue of Life.